# Gordon Mallet McCouch
Gordon Mallet McCouch (* 24. September 1885 in Philadelphia; † 9. Mai 1956 in Locarno) war ein US-amerikanischer Maler, Kupferstecher und Zeichner.

## Leben und Werk
Gordon Mallet McCouch besuchte von 1902 bis 1905 die Kunstschule von Howard Pyle. Anschliessend arbeitete er als Illustrator für Zeitschriften und Zeitungen. 1911 emigrierte er nach Europa und liess sich in München nieder. An der Kunstakademie München besuchte er Kurse bei Heinrich von Zügel. Zudem bekam er durch Carl von Marr Kontakt zu den Künstlerkreisen der Moderne, insbesondere zu den Vertretern des Blauen Reiters. 1913 stellte er Werke im Ersten Deutschen Herbstsalon aus.
Gordon Mallet McCouch heiratete 1914 in Venedig die russischstämmige Xenia Slutskaja (* 1888). Ihre Schwester war die Aquarellistin Lilja Sluskaya (* 1885; † 5. Juni 1940 in Mailand). 1918 porträtierte Alexej von Jawlensky sie in seinem Werk Mystischer Kopf.
Das Ehepaar flüchtete bei Ausbruch des Ersten Weltkriegs in die Schweiz und liess sich zuerst bei McCouchs Schwiegermutter in Zürich nieder. 1916 zog es nach Zug. Ab 1917 lebte Mallet McCouch in Ascona und lernte zahlreiche international bekannte Kunstschaffende kennen.
1922 zog er nach Ronco sopra Ascona. 1924 war er ein Mitbegründer der Künstlervereinigung «Der Grosse Bär» und freundete sich mit Walter Helbig an. Nach der Auflösung der Künstlervereinigung 1941 trat er der «Società Amici delle Belle Arti» von Ascona bei.
Gordon Mallet McCouch zeigte seine Werke in zahlreichen in- und ausländischen Ausstellungen. Seine Tochter war die Fotografin Eliette McCouch (* 1927). Sie war mit dem Bildhauer, Plastiker und Zeichner Raffael Benazzi verheiratet.
Gordon Mallet McCouch fand seine letzte Ruhestätte auf dem Friedhof von Ronco sopra Ascona. Retrospektiven fanden 1982 und 2006 im städtischen Museum für moderne Kunst in Ascona und 2015 in der kantonalen Kunstgalerie Giovanni Züst in Rancate statt.